# سورة المجادلة
سُورةُ المجادلة سورة مدنيَّة بالإجماع، من المُفصل إِلَّا ما ذُكر في «تفسير القُرطُبِيِّ» أَنَّ الْعَشْرَ الْأُوَلَ مِنها مدنِيٌّ وَبَاقِيَهَا مَكِّيٌّ. وقال محمد بن السائب الكلبي: نزل جميعها بالمدينة؛ غير قوله: ﴿ما يَكُونُ مِنْ نَجْوى ثَلاثَةٍ إِلَّا هُوَ رابِعُهُمْ﴾ فإنَّها نزلت بمكة. آياتُها اثنتان وعشرون، وهي في المصحفِ السورةُ الثامنة والخمسون، أما في ترتيب النزول فالثالثة بعد المئة، إذ نزلت بعد سورة المنافقون وَقبل سُورَةِ التَّحْرِيم. وهي السُّورةُ الأولى في الجزء الثامن والعشرين في القرآن؛ بدأت بأسلوب توكيد: ﴿قَدْ سَمِعَ﴾، ذُكر لفظ الجلالة في جميع آياتها، لتكون بذلك السورة الوحيدة في القرآن التي تكرر لفظ الجلالة في كل آية من آياتها؛ قال الإمام بدر الدين الزركشي في كتابه البرهان في علوم القرآن: «كل آية منها فيها اسمه تعالى وهي سورة المجادلة». سُمِّيتْ في كُتُبِ التَّفسِير وفي المصاحف وكتب السُّنَّة «سورة المجادلة»،(1) وَتُسَمَّى «سُورَةُ قَدْ سَمِعَ»، وسُمِّيت في مُصحف أُبيِّ بن كعب «سُورَةُ الظِّهَارِ».
وسُميّت السُّورةُ «سُورة المُجَادِلة»؛ لِأَنَّها اِبتدأْت بِقضِيَّة مُجادلة امْرَأَةِ أَوْسِ بْنِ الصَّامت لما ظاهر منها زوجها، وجاءت النبيَّ محمدًا فأجابها بأنَّها قد حرمت على زوجها، ولم تزل تراجعه حتى أنزل الله هذه الآيات التي بينت حكم الظهار. ومن الأحكام المُستنبطة من السُّورة: حكم الظهار وكفارته في الإسلام، وحكم موالاة غير المؤمنين. ومن الآداب التي اشتملت عليها: «آدابُ مجلِس الرَّسُول ﷺ» وَالتَّصَدُّقُ «قبل مُناجاة الرَّسُول ﷺ».

## التَّسمية
للسورة العديد من الأسماء، ولكن الاسم الذي اُشتُهرت به هو «المُجَادِلة»،(2) وكسر الدّال أظهر لأنّ السّورة افتتحت بذكر التي تجادل في زوجها فحقيقةٌ أن تُضاف إلى صاحبة الجدال خولة بنت ثعلبة، وهي التي ذكرها الله بقوله: ﴿الَّتِي تُجَادِلُكَ فِي زَوْجِهَا﴾. أما «المُجادَلة»(3) «فَهُوَ مَصْدَرٌ مَأْخُوذٌ مِنْ فِعْلِ تُجادِلُكَ كَمَا عَبَّرَ عَنْهَا بِالتَّحَاوُرِ فِي قَوْلِهِ تَعَالَى:
وَاللَّهُ يَسْمَعُ تَحاوُرَكُما». سبب تسمية السورة بالمُجادلة؛ لأنها اشتملت على قصة المرأة التي جاءت تُجادل النبي محمدًا وهي خولة بنت ثعلبة، والتي ظاهر منها زوجها أوس بن الصامت، وافتتحت السورة بها. وسُميت في مصحف أبي بن كعب «سورة الظهار» وسبب هذه التَّسمِّية ذكر واقعة الظهار فيها، بالإضافة إلى بيان حُكمه. وتُسمى أيضًا بسورة «قد سمع» وذلك لافتتاحها بقوله تعالى: ﴿قَدْ سَمِعَ اللَّهُ قَوْلَ الَّتِي تُجَادِلُكَ فِي زَوْجِهَا﴾.

## أسباب النزول
ذَكَرَ المفسرون سببَ نزولِ أولِ سورة المجادلة، أنّها نزلت في المرأة التي جاءت تُجادل النَبِيَّ مُحَمَّداً في شأن زوجها، وحكمِ الظهارِ الذي وقع منه عليها. وفي ضوء ذلك ذكر الإمام الواحدي بسنده عن عائشة أنها قالت: «تَبَارَكَ الَّذِي وَسِعَ سَمْعُهُ كُلَّ شَيْءٍ. إِنِّي لَأَسْمَعُ كَلَامَ خَوْلَةَ بِنْتِ ثَعْلَبَةَ وَيَخْفَى عَلَيَّ بَعْضُهُ، وَهِيَ تَشْتَكِي زَوْجَهَا إِلَى رَسُولِ اللَّهِ صَلَّى اللَّهُ عَلَيْهِ وَسَلَّمَ وَهِيَ تَقُولُ: يَا رَسُولَ اللَّهِ أَكَلَ شَبَابِي وَنَثَرْتُ لَهُ بَطْنِي حَتَّى إِذَا كَبِرَ سِنِّي وَانْقَطَعَ وَلَدِي ظَاهَرَ مِنِّي. اللَّهُمَّ إِنِّي أَشْكُو إِلَيْكَ. قَالَتْ فَمَا بَرِحَتْ حَتَّى نَزَلَ جِبْرِيلُ بِهَذِهِ الْآيَاتِ {قَدْ سَمِعَ اللَّهُ قَوْلَ الَّتِي تُجَادِلُكَ فِي زَوْجِهَا وَتَشْتَكِي إِلَى اللَّهِ}.»
وأخرج أبو داود بسنده عن خولة بنت ثعلبة،(4) قالت: «ظاهر منِّي زَوجي أوسُ بنُ الصَّامتِ فَجِئْتُ رسولَ اللَّهِ صلَّى اللَّهُ عليهِ وسلَّمَ أشكو إِليهِ ورسولُ اللَّهِ صلَّى اللَّهُ عليهِ وسلَّمَ يجادِلُني فيهِ ويقولُ اتَّقي اللَّهَ فإنَّهُ ابنُ عمِّكِ فما بَرِحْتُ حتَّى نزلَ القرآنُ قَدْ سَمِعَ اللَّهُ قَوْلَ الَّتِي تُجَادِلُكَ فِي زَوْجِهَا إلى الفَرضِ فقالَ يُعتِقُ رقَبةً قالَت لا يَجِدُ قالَ فيَصومُ شَهْرينِ مُتَتابِعَينِ قالَتْ يا رسولَ اللَّهِ إنَّهُ شيخٌ كبيرٌ ما بهِ مِن صيامٍ قالَ فَليُطعِمْ ستِّينَ مِسكينًا قالَتْ ما عندَهُ مِن شيءٍ يتَصدَّقُ بهِ قالَت فأُتِيَ ساعتَئذٍ بعَرَقٍ من تَمرٍ قُلتُ يا رسولَ اللَّهِ فإنِّي أعينُهُ بِعَرَقٍ آخرَ قالَ قد أحسَنتِ اذهَبي فأطعِمي بِها عنهُ ستِّينَ مسكينًا وارجِعي إلى ابنِ عمِّكِ قالَ والعَرَقُ ستُّونَ صاعًا.»
نزلت الآية الثامنة في قوم من اليهود نهاهم رسول الله عن التناجي بحضرة المؤمنين وإظهار ما يستراب منه من ذلك فلم ينتهوا، فنزلت هذه الآية، قاله مجاهد وقتادة. وقال ابن عباس نزلت في اليهود والمنافقين. وفي صحيح مسلم عن عائشة أن أناسا من اليهود أتوا النبي فقالوا: السام عليك يا أبا القاسم ففطنت بهم عائشة فسبتهم، فقال رسول الله: مه يا عائشة فإن الله لا يحب الفحش والتفحش فأنزل الله: ﴿أَلَمْ تَرَ إِلَى الَّذِينَ نُهُوا عَنِ النَّجْوَى ثُمَّ يَعُودُونَ لِمَا نُهُوا عَنْهُ وَيَتَنَاجَوْنَ بِالْإِثْمِ وَالْعُدْوَانِ وَمَعْصِيَةِ الرَّسُولِ وَإِذَا جَاءُوكَ حَيَّوْكَ بِمَا لَمْ يُحَيِّكَ بِهِ اللَّهُ وَيَقُولُونَ فِي أَنْفُسِهِمْ لَوْلَا يُعَذِّبُنَا اللَّهُ بِمَا نَقُولُ حَسْبُهُمْ جَهَنَّمُ يَصْلَوْنَهَا فَبِئْسَ الْمَصِيرُ ۝٨﴾ [المجادلة:8].
وأخرج ابن جرير عن قتادة أن المنافقين كانوا يتناجون بينهم، وكان ذلك يغيظ المؤمنين ويكبر عليهم، فأنزل الله قوله: ﴿إِنَّمَا النَّجْوَى مِنَ الشَّيْطَانِ لِيَحْزُنَ الَّذِينَ آمَنُوا وَلَيْسَ بِضَارِّهِمْ شَيْئًا إِلَّا بِإِذْنِ اللَّهِ وَعَلَى اللَّهِ فَلْيَتَوَكَّلِ الْمُؤْمِنُونَ ۝١٠﴾ [المجادلة:10]، وكانوا إذا رأوا من جاءهم مقبلا ضنوا بمجلسهم عند الرسول فنزلت الآية الحادية عشرة: ﴿يَا أَيُّهَا الَّذِينَ آمَنُوا إِذَا قِيلَ لَكُمْ تَفَسَّحُوا فِي الْمَجَالِسِ فَافْسَحُوا يَفْسَحِ اللَّهُ لَكُمْ وَإِذَا قِيلَ انْشُزُوا فَانْشُزُوا يَرْفَعِ اللَّهُ الَّذِينَ آمَنُوا مِنْكُمْ وَالَّذِينَ أُوتُوا الْعِلْمَ دَرَجَاتٍ وَاللَّهُ بِمَا تَعْمَلُونَ خَبِيرٌ ۝١١﴾ [المجادلة:11].
أما الآية الرابعة عشرة فقد ورد عن ابن عباس أنه قال: قال رسول الله صلى الله عليه وعلى آله وسلم (يدخُلُ عليكم رجلٌ ينظرُ بعينِ شيطانٍ أو بعينَيْ شيطانٍ قال: فدخَل رجلٌ أزرقُ فقال: يا محمدُ عَلامَ سَبَبْتَني أو شتمتني أو نحوَ هذا قال: وجعل يحلِفُ) قال: فنزلتْ هذه الآيةُ في المجادلةِ: {وَيَحْلِفُونَ عَلى الْكَذِبِ وَهُمْ يَعْلَمُونَ}.
ونزلت الآية الثانية والعشرون في أبي عبيدة بن الجراح حين قتل أباه يوم بدر. وقال ابن جريج: «حُدّثت أن أبا قحافة سب النبي ﷺ فصكه أبو بكر فسقط فذكر ذلك للنبي ﷺ فقال: أفعلت با أبا بكر فقال والله لو كان السيف قريبا مني لضربته به فنزلت هذه الآية.»

## زمن النزول
نزلت هذه السورة في المدينة، أي بعد هجرة النبي محمد، وهي السورة المائة وثلاث في عدد نزول سور القرآن، نزلت بعد سورة المنافقون وقبل سورة التحريم، وهذا يعني أنّ الأصل في نزول سُّورَة المجادلة كان بين صلح الحديبية وغزوة تبوك، إذ إن سورة المنافقون نزلت بعد غزوة بني المصطلق، في السنة الخامسة من الهجرة. وقال علم الدين السخاوي: «نزلت سورة المجادلة بعد سورة المنافقين، وقبل سورة الحجرات.» وقال محمد الطاهر بن عاشور:«والّذي يظهر أنّ سورة المجادلة نزلت قبل سورة الأحزاب؛ لأنّ اللّه تعالى قال في سورة الأحزاب: «وما جعل أزواجكم اللّائي تظاهرون منهنّ أمّهاتكم» (الأحزاب:4)، وذلك يقتضي أن تكون هذه الآية نزلت بعد إبطال حكم الظّهار بما في سورة المجادلة؛ لأنّ قوله: ما جعل يقتضي إبطال التّحريم بالمظاهرة. وإنّما أبطل بآية سورة المجادلة.»

### مكانها وترتيبها في القرآن
هذه السورة أول النصف الثاني من القرآن، فقبلها في المصحف سبعٌ وخمسون سورة (من أصل أربع عشر ومئة). وفي عدد أجزاء القرآن هي أول العُشر الأخير، وقد سبقها في الترتيب سورة الحديد، والسورة التي تليها سورة الحشر.

### مناسبتها لِما قبلها
يأتي اتصال سُورة المُجَادِلة فيما قبلها وهي سورة الحديد، وذلك أن سورة الحديد خُتمت بذكر فضل الله على عباده في قوله تعالى:﴿وَأَنَّ الْفَضْلَ بِيَدِ اللَّهِ يُؤْتِيهِ مَن يَشَاءُ ۚ وَاللَّهُ ذُو الْفَضْلِ الْعَظِيمِ﴾ فناسبت ما بدأت فيه سورة المجادلة من بيان الفضل الإلهي، ومن هذا الفضل بيان أحكام الظهار بعد أن كانت المرأة تُحرم على زوجها في الجاهلية.
وبين الإمام السيوطي: «لما كان في مطلع الحديد ذكر صفاته الجليلة، ومنها الظاهر والباطن، وقال: ﴿هُوَ الَّذِي خَلَقَ السَّمَاوَاتِ وَالْأَرْضَ فِي سِتَّةِ أَيَّامٍ ثُمَّ اسْتَوَى عَلَى الْعَرْشِ يَعْلَمُ مَا يَلِجُ فِي الْأَرْضِ وَمَا يَخْرُجُ مِنْهَا وَمَا يَنْزِلُ مِنَ السَّمَاءِ وَمَا يَعْرُجُ فِيهَا وَهُوَ مَعَكُمْ أَيْنَ مَا كُنْتُمْ وَاللَّهُ بِمَا تَعْمَلُونَ بَصِيرٌ ۝٤﴾ [الحديد:4]، افتتح هذه – أي: المجادلة - بذِكْر أنه سمع قول المجادلة، التي شكت إليه - صلى الله عليه وسلم - ولهذا قالت عائشة - رضي الله عنها - حين نزلت: "سبحان الذي وسع سمعه الأصوات إني لفي ناحية البيت لا أعرف ما تقول."»

### مناسبتها لِما بعدها
اختتمت الآية الأخيرة في سورة المجادلة بالحديث عن حزب الله ووصفهم بأنهم عباد الله المنصورين في الدنيا والآخرة وذلك في قوله تعالى: ﴿أُولَٰئِكَ حِزْبُ اللَّهِ ۚ أَلَا إِنَّ حِزْبَ اللَّهِ هُمُ الْمُفْلِحُونَ﴾. وقد بدأت السورة التي تلي سورة المجادلة وهي سورة الحشر بنصر الله المسلمين على أعدائهم اليهود في غزوة بني النضير، وذلك في قوله تعالى:﴿سَبَّحَ لِلَّهِ مَا فِي السَّمَاوَاتِ وَمَا فِي الْأَرْضِ وَهُوَ الْعَزِيزُ الْحَكِيمُ ۝١ هُوَ الَّذِي أَخْرَجَ الَّذِينَ كَفَرُوا مِنْ أَهْلِ الْكِتَابِ مِنْ دِيَارِهِمْ لِأَوَّلِ الْحَشْرِ مَا ظَنَنْتُمْ أَنْ يَخْرُجُوا وَظَنُّوا أَنَّهُمْ مَانِعَتُهُمْ حُصُونُهُمْ مِنَ اللَّهِ فَأَتَاهُمُ اللَّهُ مِنْ حَيْثُ لَمْ يَحْتَسِبُوا وَقَذَفَ فِي قُلُوبِهِمُ الرُّعْبَ يُخْرِبُونَ بُيُوتَهُمْ بِأَيْدِيهِمْ وَأَيْدِي الْمُؤْمِنِينَ فَاعْتَبِرُوا يَا أُولِي الْأَبْصَارِ ۝٢﴾ [الحشر:1–2].

## مقاصد السورة
اشتملت السُورة على مقاصد عدة ومنها أنها عالجت قضايا كانت تُؤرق مجتمع المسلمين، وبينت التشريع اللازم لحل المشكلات بين أفراده، كما أنها بينت الآداب الإسلامية التي يحتاج إليها المجتمع، بالإضافة إلى أنها لفتت أنظار المسلمين إلى أعدائهم في الدين، وحددت العلاقة معهم. وفي ذات السياق قال الإمام برهان الدين البقاعي: «مقصودها الإعلام بإيقاع البأس الشديد، الذي أشارت إليه الحديد، بمن حاد الله ورسوله صلى الله عليه وسلم لما له سبحانه من تمام العلم، اللازم عنه تمام القدرة، اللازم عنه الإحاطة بجميع صفات الكمال، وعلى ذلك دلت تسميتها بالمجادلة بأول قصتها وآخرها، وعلى تكرير الاسم الأعظم الجامع في القصة وجميع السورة تكريرا لم يكن في سواها بحيث لم تخل منه آية، وأما الآيات التي تكرر في كل منها المرتين فأكثر فكثرة.»

## موضوعات السُّورة

### المجادلة
ابتدأت السورة بشكوى خولة بنت ثعلبة، التي اشتكت زوجها إلى النبي بعد أن حرمها على نفسه، وفقًا لتفسير الميزان فقد ذكر الطباطبائي أن من أقسام الطلاق عند العرب في الجاهلية أن يقول الرجل لامرأته: «أنت مني كظهر أمي فتنفصل عنه وتحرم عليه مؤبدة».(5) وذكر ابن أبي حاتم في تفسيره عن الأعمش عن تميم بن سلمة عن عروة عن عائشة أنها سمعت خولة تقول للنبي: «يا رسول الله أكل مالي وأفنى  شبابي ونثرت له بطني حتى إذا كبر سني وانقطع ولدي ظاهر مني، اللهم إني أشكو إليك» فما برحت حتى نزل جبريل بهذه الآية: ﴿قَدْ سَمِعَ اللَّهُ قَوْلَ الَّتِي تُجَادِلُكَ فِي زَوْجِهَا وَتَشْتَكِي إِلَى اللَّهِ وَاللَّهُ يَسْمَعُ تَحَاوُرَكُمَا إِنَّ اللَّهَ سَمِيعٌ بَصِيرٌ ۝١﴾ [المجادلة:1]، فقال لها النبي: «يا خويلة  قد أنزل الله فيك وفي صاحبك قرآنًا» وقال: «مريه فليعتق رقبة»، فقالت خولة: « يا رسول الله ما عنده ما يعتق، قال: فليصم شهرين متتابعين، فقالت: والله إنه لشيخ كبير ما به من صيام، قال: فليطعم ستين مسكينًا وفقا من تمر، فقالت: والله يا رسول ما ذاك عنده، قالت: فقال رسول الله صلى الله عليه وسلم فإنا سنعينه بعرق من تمر، قالت: فقلت يا رسول الله وأنا سأعينه بعرق آخر قال: قد أصبت وأحسنت فاذهبي فتصدقي به عنه ثم استوصي بابن عنك خيرًا، قالت: ففعلت».

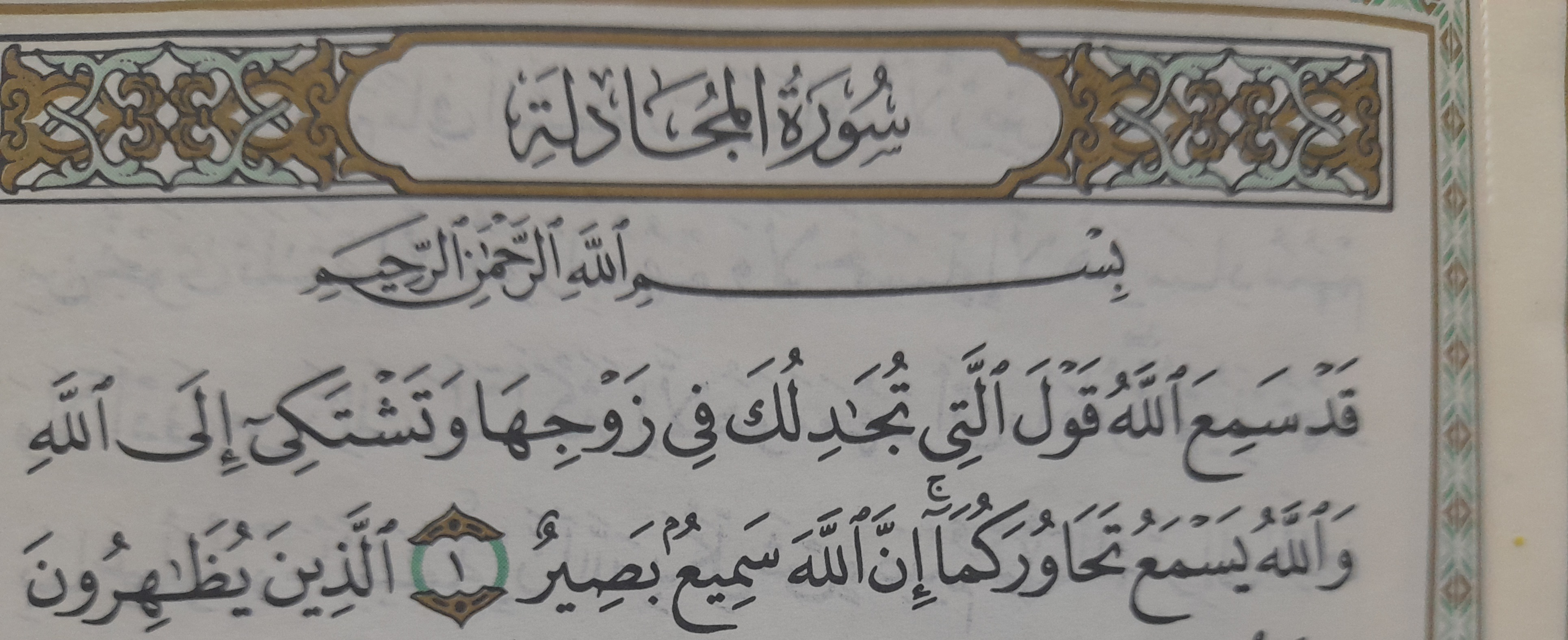
الآية الأولى من سورة المجادلة.

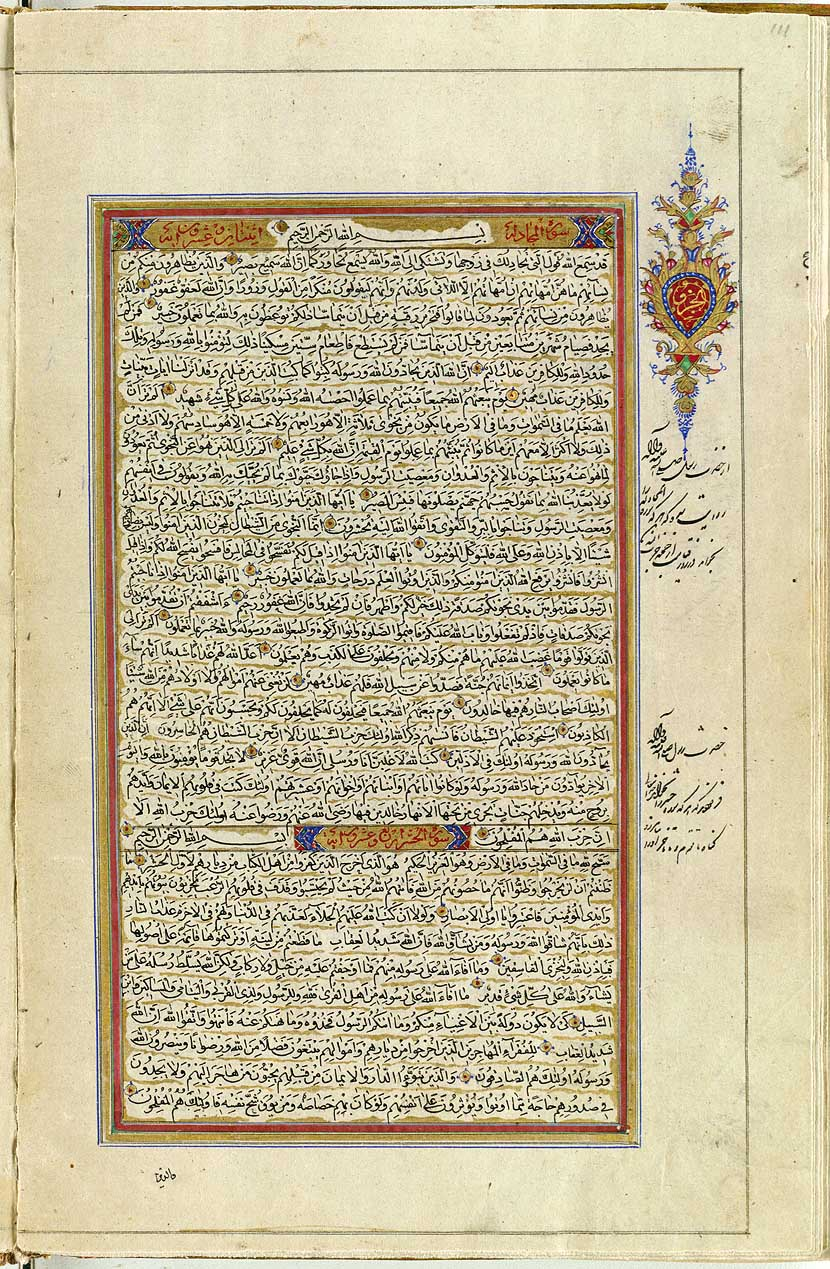
سورة المجادلة في مصحف قديم يعود لعام 1874م.

بينت الآية الثانية حكم الظهار؛ وذلك بتحريمه ووصفه بقول الزور وقول المنكر ﴿وَإِنَّهُمْ لَيَقُولُونَ مُنكَرًا مِّنَ الْقَوْلِ وَزُورًا ۚ﴾، والفعل الذي يُوصف بهذا الوصف، يجب على المؤمن أن يتنزه عنه، وقد اتفق العُلماء على حرمته فلا يجوز الإقدام عليه، لأنه كذب وزور وبهتان، وهو يختلف عن الطلاق، فالطلاقُ مشروع، والظهار محرم، ولو أقدم الإنسان عليه يكون قد ارتكب محرماً ويجب عليه الكفارة. قال ابن الفرس: «هُوَ حَرَامٌ لَا يَحِلُّ إِيقَاعُهُ»، ودل على تحريمه ثلاثة أشياء؛ ابتداءً من تكذيب اللَّه تعالى من فعل ذلِك، الثَّانِي: أَنَّهُ سمَّاهُ مُنْكرًا وزُورًا، والزُّورُ الكذِبُ وهُو مُحرَّمٌ بِإِجماع، الثَّالِثُ: إِخْبَارُهُ تعالى عنهُ بأَنَّهُ يعفُو عنهُ ويَغفِرُ ولا يُعفي وَيُغْفَرُ إِلَّا على المُذنِبِين.(6)
ثم فصلت الآية الثالثة والرابعة من السورة كفارة الظهار وما يجب على من وقع في ذلك فقال: ﴿وَالَّذِينَ يُظَاهِرُونَ مِنْ نِسَائِهِمْ ثُمَّ يَعُودُونَ لِمَا قَالُوا فَتَحْرِيرُ رَقَبَةٍ مِنْ قَبْلِ أَنْ يَتَمَاسَّا ذَلِكُمْ تُوعَظُونَ بِهِ وَاللَّهُ بِمَا تَعْمَلُونَ خَبِيرٌ ۝٣ فَمَنْ لَمْ يَجِدْ فَصِيَامُ شَهْرَيْنِ مُتَتَابِعَيْنِ مِنْ قَبْلِ أَنْ يَتَمَاسَّا فَمَنْ لَمْ يَسْتَطِعْ فَإِطْعَامُ سِتِّينَ مِسْكِينًا ذَلِكَ لِتُؤْمِنُوا بِاللَّهِ وَرَسُولِهِ وَتِلْكَ حُدُودُ اللَّهِ وَلِلْكَافِرِينَ عَذَابٌ أَلِيمٌ ۝٤﴾ [المجادلة:3–4] وعليه؛ فإن كفّارة الظّهار تجب على الترتيب: تحريرُ رقبةٍ، ثم صيام شهرين لِمن لم يجد الرَّقبة، ثمَّ إطعام ستين مسكينًا لمن لم يستطع الصيام. وجه الدَّلالة أن الأصل بقاءُ الترتيب وذلك وفقًا للإجماع على ذلك:
ذكر ابن رشد في كتابه بداية المجتهد ونهاية المقتصد: «فإنَّهم أجمعوا على أنَّها ثلاثةُ أنواع:إعتاق رقبة، أو صيام شهرين، أو إطعام ستين مسكينًا، وأنها على الترتيب.»
قال الرّمليُّ في كتابه نهاية المحتاج: « كفارة الظهار مُرتّبة بالإجماع»
وقال الصَّنعانيُّ في كتابه سبل السلام شرح بلوغ المرام: «في الحديث مسائل: الأولى أنّه دل على ما دلت عليه الآية من ترتيب خصال الكفارة، والترتيب إجماع ببن العلماء.»
وقد اختلف العلماء في معنى «العود» بقوله: ﴿ وَالَّذِينَ يُظَاهِرُونَ مِنْ نِسَائِهِمْ ثُمَّ يَعُودُونَ لِمَا قَالُوا﴾، فقِيل: معناه العزم على جماع من ظاهر منها، وأنه بمجرد عزمه تجب عليه الكفارة المذكورة، ويدل على هذا، أن الله تعالى ذكر في الكفارة أنها تكون قبل المسيس، وذلك إنما يكون بمجرد العزم، وقيل: معناه حقيقة الوطء، ويدل على ذلك أن الله قال: ﴿ثُمَّ يَعُودُونَ لِمَا قَالُوا﴾ والذي قالوا إنما هو الوطء.
ووفقًا لمذاهب جمهور الفقهاء على وجه الخصوص الحنفية والمالكية، والحنابلة؛ يُحرم إتيان الزوجة حتى يكفّر كفارة الظهار لقوله تعالى: ﴿فَتَحْرِيرُ رَقَبَةٍ مِّن قَبْلِ أَن يَتَمَآسَّا﴾.

### آداب المجالس

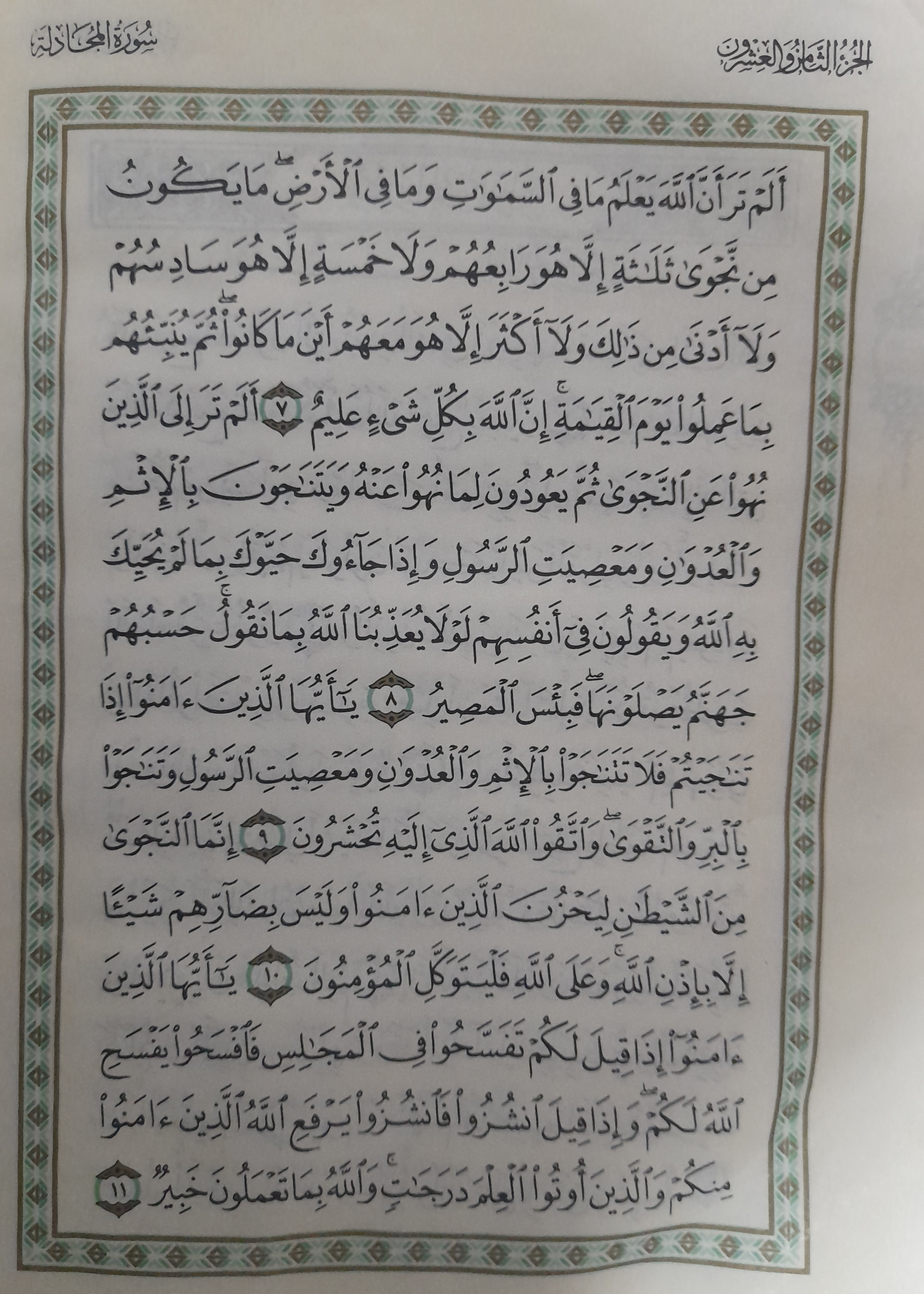
الآيات من السابعة حتى الحادية عشر في سورة المجادلة.

تذكر السورة آداب التناجي في المجالس بداية من الآية السابعة وحتى الحادية عشر: وهو الكلام سرًا بين اثنين فأكثر أمام الآخرين، وحرّمته إذا كان تناجيا بالإثم والعدوان، كما كان يفعل اليهود والمنافقون، وأخبرت بأن الله يعلم سر الحديث الدائر بين اثنين فأكثر؛ وذلك في قوله ﴿أَلَمْ تَرَ إِلَى الَّذِينَ نُهُوا عَنِ النَّجْوَى ثُمَّ يَعُودُونَ لِمَا نُهُوا عَنْهُ وَيَتَنَاجَوْنَ بِالْإِثْمِ وَالْعُدْوَانِ﴾، فقد ذكر ابن عباس أن هذه الآية نزلت في المنافقين واليهود، حيث كانوا يتناجون فيما بينهم من دون المؤمنين، وينظرون إلى المؤمنين ويتغامزون بأعينهم، فإذا رأى المؤمنون نجواهم ظنّوا أنه قد بلغهم خبرٌ عن قتلٍ أو هزيمةٍ أو مصيبةٍ حلّت بإخوانهم وأقاربهم الذين خرجوا في السرايا، فكان المؤمنون يحزنون لذلك حتى يرجع إخوانهم وأقاربهم، فلمّا طال ذلك وكثُر، شكوا إلى النبي، فأمرهم بعدم التناجي من دون المسلمين، ولكنهم لم ينتهوا وعادوا للمناجاة.
وبينت الآيات خبث اليهود ومكرهم حينما كانوا يحيون النبي محمد يتحيةٍ ظاهرها السلام وباطنها الأذى والسب. وجاء في رواية للإمام مسلم عن عائشة أم المؤمنين أن اليهود أتوا إلى النبي فقالوا: «السَّامُ عليك»، يُوهِمون النَّبيَّ ومن معه أنَّهم يُلْقُون عليهم تحيَّةَ الإسلام، والحقيقةُ أنَّهم يدعون عليهم، والسَّامُ: الموتُ والهَلَكةُ ولكِنَّ النَّبيَّ قدْ فَطِنَ لقولِهم ورَدَّ عليهم وقال: «وعليكم»، ومعنى جوابِه: وعليكمْ مِثْلُ ما قُلتُم مِن الدُّعاء.(7) ثمَّ أقرَّت الآيات أنّه على كلِّ مسلم يريد محادثة الرسول فعليه أن يُقدم صدقة، والسبب في ذلك أن المسلمين أكثروا المناجاة للنبي محمد حتى شق عليه ذلك فخفف الله على النبي ورفع عنه الحرج بمشروعية الصدقة لِمن كان له حاجة في مناجاته. وعندما شقَّ الأمر على المسلمين خفَّف الله وأمرهم بالنافلة من صلاة وزكاة وطاعة وغير ذلك. وفي ذات السياق ذكر مقاتل بن سليمان: «نزلت الآية في الأغنياء وذلك أنهم كان يأتون النبي صلى الله عليه وسلم،  فيكثرون مناجاته ويغلبون الفقراء على المجالس، حتى كره رسول الله صلى الله عليه وسلم ذلك من طول جلوسهم ومناجاتهم، فأنزل الله عز وجل هذه الآية، وأمر بالصدقة عند المناجاة، فأما أهل العسرة فلم يجدوا شيئًا، وأما أهل الميسرة فبخلوا، واشتد ذلك على أصحاب النبي صلى الله عليه وسلم فنزلت الرخصة.»
تأتي الآيات من الحادية عشر حتى الثالثة عشر لذكر أدب التفسح في المجالس، وطلب مُغادرته، وأشادت بالمؤمنين الذين يمثلون لأوامر الله وأوامر رسوله وذلك لقوله: ﴿يَا أَيُّهَا الَّذِينَ آمَنُوا إِذَا قِيلَ لَكُمْ تَفَسَّحُوا فِي الْمَجَالِسِ فَافْسَحُوا يَفْسَحِ اللَّهُ لَكُمْ وَإِذَا قِيلَ انْشُزُوا فَانْشُزُوا يَرْفَعِ اللَّهُ الَّذِينَ آمَنُوا مِنْكُمْ وَالَّذِينَ أُوتُوا الْعِلْمَ دَرَجَاتٍ وَاللَّهُ بِمَا تَعْمَلُونَ خَبِيرٌ ۝١١﴾ [المجادلة:11]. وسبب نزول هذه الآية وفقًا لِما ذكره الإمام الواحدي عن مقاتل بن حيان: «كان عليه السلام يوم الجمعة في الصفة، وفي المكان ضيق، وكان يكرم أهل بدر من المهاجرين والأنصار، فجاء ناس من أهل بدر، وقد سبقوا إلى المجلس، فقاموا حيال النبي صلى الله عليه وسلم ينتظرون أن يوسع لهم، فعرف رسول الله صلى الله عليه وسلم ما يحملهم على القيام وشق ذلك على الرسول، فقال لمن حوله من غير أهل بدر: قم يا فلان، قم يا فلان، فلم يزل يقيم بعدة النفر الذين هم قيام بين يديه، وشق ذلك على من أقيم من مجلسه، وعرفت الكراهية في وجوههم، وطعن المنافقون في ذلك، وقالوا: والله ما عدل على هؤلاء، إن قوماً أخذوا مجالسهم، وأحبوا القرب منه فأقامهم وأجلس من أبطأ عنه، فنزلت هذه الآية». وأضاف الإمام القرطبي: «الصحيح في الآية أنها عامة في كل مجلس اجتمع المسلمون فيه للخير والأجر، سواء كان مجلس حرب أو ذكر أو مجلس يوم الجمعة، فإن كل واحد أحق بمكانه الذي سبق إليه قال صلى الله عليه وسلم: «من سبق إلى ما لم يسبق إليه فهو أحق به» ولكن يوسع لأخيه ما لم يتأذ فيخرجه الضيق عن موضعه.»

### الآيات 14-22
يخبر الله عن شناعة حال المنافقين الذين يتولون الكافرين، من اليهود والنصارى وأنهم ليسوا من المؤمنين ولا من الكافرين، ﴿مُذَبْذَبِينَ بَيْنَ ذَلِكَ لَا إِلَى هَؤُلَاءِ وَلَا إِلَى هَؤُلَاءِ﴾ فليسوا مؤمنين ظاهرًا وباطنًا لأن باطنهم مع الكفار، ولا مع الكفار ظاهرًا وباطنًا، لأن ظاهرهم مع المؤمنين، وهذا وصفهم الذي نعتهم الله به. ﴿وَيَحْلِفُونَ عَلَى ٱلْكَذِبِ وَهُمْ يَعْلَمُونَ﴾ يعني: «أن المنافقين يحلفون على الكذب وهم عالمون بأنهم كاذبون فيما حلفوا، وهي اليمين الغموس، ولا سيما في مثل حالهم اللعين، عياذا بالله منه فإنهم كانوا إذا لقوا الذين آمنوا قالوا: آمنا، وإذا جاءوا الرسول حلفوا بالله له أنهم مؤمنون، وهم في ذلك يعلمون أنهم يكذبون فيما حلفوا به؛ لأنهم لا يعتقدون صدق ما قالوه، وإن كان في نفس الأمر مطابقا؛ ولهذا شهد الله بكذبهم في أيمانهم وشهادتهم لذلك». هؤلاء المنافقون ليسوا من المؤمنين ولا من اليهود، بل هم مُذَبْذَبون لا إلى هؤلاء ولا إلى هؤلاء، ويحلفون بأنهم مسلمون وبأنهم ما نقلوا أخبار المسلمين لليهود، وهم كاذبون في حلفهم. ثم بينت الآية التي تليها جزاء هؤلاء المنافقين أن الله أعد لهم عذابا شديدا، وذلك في قوله تعالى:﴿ أَعَدَّ اللَّهُ لَهُمْ عَذَابًا شَدِيدًا ۖ إِنَّهُمْ سَاءَ مَا كَانُوا يَعْمَلُونَ﴾
وبينت الآيات الأخيرة في سورة المجادلة أن العاقبة لرسل الله، وأن النصرة لهم، وأن الذلة لمن يحارب الله ورسوله، ثم تختم السورة بآية تبين أن الإيمان الحقيقي هو الذي لا يكون معه مودة لمن يحارب الله ورسوله، وأن الإيمان الحقيقي لا يجتمع مع الموالاة لأعداء الله. ثم يرد تنويه في آخر الآية بأن حزب الله هم عباد الله وأهل كرامته وبفلاحهم وسعادتهم ونصرهم في الدنيا والآخرة، وذلك في قوله: ﴿لَا تَجِدُ قَوْمًا يُؤْمِنُونَ بِاللَّهِ وَالْيَوْمِ الْآخِرِ يُوَادُّونَ مَنْ حَادَّ اللَّهَ وَرَسُولَهُ وَلَوْ كَانُوا آبَاءَهُمْ أَوْ أَبْنَاءَهُمْ أَوْ إِخْوَانَهُمْ أَوْ عَشِيرَتَهُمْ أُولَئِكَ كَتَبَ فِي قُلُوبِهِمُ الْإِيمَانَ وَأَيَّدَهُمْ بِرُوحٍ مِنْهُ وَيُدْخِلُهُمْ جَنَّاتٍ تَجْرِي مِنْ تَحْتِهَا الْأَنْهَارُ خَالِدِينَ فِيهَا رَضِيَ اللَّهُ عَنْهُمْ وَرَضُوا عَنْهُ أُولَئِكَ حِزْبُ اللَّهِ أَلَا إِنَّ حِزْبَ اللَّهِ هُمُ الْمُفْلِحُونَ ۝٢٢﴾ [المجادلة:22].

## الأحكام المُستنبطة من السُّورة
اشتملت سورة المجادلة على أحكام وآداب تعالج قضايا مُجتمعية من شأنها إصلاح سلوك الفرد والمجتمع، وقد ورد فيها عدد من الأحكام الإسلاميّة على وجه الخصوص؛ أحكام الظهار والكفارة الواجبة على المُظاهر، حكم النجوى، وآداب المجالس، وتقديم الصدقة عن مناجاة النبي محمد، وحكم الموالاة. وقد ذكر مجد الدين الفيروزآبادي: «معظم مقصود السورة: بيان حُكْم الظِّهار، وذكر النجوى والسّرار، والأَمر بالتَّوسع في المجالس، وبيان فضل أَهل العلم، والشكاية من المنافقين، والفرق بين حِزب الرّحمن، وحزب الشيطان، والحكم على بعض بالفلاح، وعلى بعض بالخسران، في قوله: «هُمُ الخَاسِرُونَ» و«هُمُ المُفْلِحُوْنَ».»

## ما يُميّز السورة

### تكرار لفظ الجلالة
قال الإمام برهان الدين البقاعي: «وتكرر الاسم الأعظم الجامع في القصة وجميع السورة، تكريرًا لم يكن في سواها، بحيث لم تخل منه آية، وأما الآيات التي تكرر في كل منها المرتين فأكثر، فكثيرة.» وتأسيسًا على ذلك؛ تكرر لفظ الجلالة في سورة المجادلة واحدًا وأربعين مرة، ابتداءً من ذكره في البسملة، ومن ثم ذُكر اللفظ أربع مرات في الآية الأولى، وثلاث في الآية الحادية عشر، وخمس مرات في الآية الأخيرة. وفي ذات السياق تكرر لفظ الجلالة في بقيت الآيات حيثُ ورد كل منها المرة، والمرتين.

### حزب الله
كلمة حزب الله لم ترد في القرآن إلا مرتين، مرة في معرض الكلام عن الولاء في سورة المائدة، وذلك في قوله تعالى: ﴿وَمَن يَتَوَلَّ اللَّهَ وَرَسُولَهُ وَالَّذِينَ آمَنُوا فَإِنَّ حِزْبَ اللَّهِ هُمُ الْغَالِبُونَ﴾، ومرة في معرض الكلام عن المودة في سورة المجادلة في قوله تعالى: ﴿أُولَٰئِكَ حِزْبُ اللَّهِ ۚ أَلَا إِنَّ حِزْبَ اللَّهِ هُمُ الْمُفْلِحُونَ﴾ فلا يكون الإنسان من حزب الله إلا إذا صفت مودته، وصفى ولاؤه للمؤمنين، وحجب ولاءه ومودته عن الكافرين والمنافقين.

## الاختلاف في عدد الآيات والقراءات

### عدد الآيات
الخلاف في عدد آياتها:
القول الأولأن عدد آياتها إحدى وعشرون آية. قال عُثْمَانُ بنُ سَعِيدٍ الدَّانِيُّ: «وهي إحدى وعشرون آية في المدني الأخير والمكي واثنتان وعشرون في عدد الباقين»، وقال محمد الطاهر بن عاشور: « وآيها في عدّ أهل المدينة وأهل مكّة إحدى وعشرون، وفي عدّ أهل الشّام والبصرة والكوفة اثنتان وعشرون»
القول الثانيأن عدد آياتها اثنتان وعشرون آية. قال أبو إسحاق الثعلبي «واثنتان وعشرون آية». قال عبيد بن عبد الله الجابري: «وآياتها ثنتان وعشرون آية».
وتفسيرًا لذلك فإن مواضع الاختلاف في آية :«أُولَٰئِكَ فِي الْأَذَلِّينَ» حيثُ لم يعدها المدني الأخير والمكي وعدها الباقون. قَالَ رِضْوانُ بنُ مُحَمَّدٍ المُخَلِّلاتِيّ: «اختلافهم في موضع واحد «في الأَذَلِّينَ» عده غير المدني الأخير والمكي لانقطاع الكلام ولم يعده المدني الأخير والمكي لعدم الموازنة، واتفقوا على ترك عد قوله تعالى: ﴿أَعَدَّ اللَّهُ لَهُمْ عَذَابًا شَدِيدًا﴾»

### اختلاف القراءات
- اختلف القراء في «يظاهرون»، من قوله تعالى:«الذين يظاهرون منكم من نسائهم ما هن أمهاتهم» ومن قوله: «والذين يظاهرون من نسائهم ثم يعودون لما قالوا فتحرير رقبة من قبل أن يتماسا» فقرأ ابن عامر، وحمزة، والكسائي، وخلف العاشر، وأبو جعفر «يَظَّاهَرُونَ» في الموضعين بفتح الياء، وتشديد الظاء، وألف بعدها، مع تخفيف الهاء وفتحها، على أنه مضارع «تظاهر» على وزن «تفاعل» والأصل «يتظاهرون» فأدغمت «التاء» في «الظاء» لقربهما في المخرج، إذ «التاء» تخرج من طرف اللسان، وأصول الثنايا العليا، و«الظاء» تخرج من طرف اللسان، وأطراف الثنايا العليا، كما أنهما مشتركان في صفة «الإصمات».[56][وب 7]
- «اللَّائِي» في قوله: ﴿ إِنْ أُمَّهَاتُهُمْ إِلَّا اللَّائِي وَلَدْنَهُمْ﴾ قرأ الشامي والكوفيون بهمزة مكسورة بعدها ياء ساكنة وصلًا ووقفا وهم على مراتبهم في المد، والباقون بحذف الياء.[57]
- قَرَأَ عَاصِم وَحده ﴿ تَفَسَّحُوا في الْمجَالس﴾ بِأَلف جمَاعَة، وَقَرَأَ الْبَاقُونَ ﴿ تَفَسَّحُوا في الْمجْلس﴾وَاحِدَة بِغَيْر ألف.
- قرأ نافع، وابن عامر، وعاصم بخلاف عن أبي بكر: ﴿انشزوا فانشزوا﴾ بضم الشين فيهما. ويبتدئون بضم الألف.والباقون: بكسر الشين. ويبتدئون بكسر الألف.[58]

## الأساليب البلاغية في سورة المجادلة
تضمنتها سُورة المجادلة العديد من الأساليب البلاغية، وقد ذكر بعض العلماء في التفسير واللغة العديد منها، مثل:
1. التذييل: قال ابن عاشور :(وَجُمْلَةُ اللَّهَ سَمِيعٌ بَصِيرٌ تَذْيِيلٌ لِجُمْلَةِ وَاللَّهُ يَسْمَعُ تَحاوُرَكُما أَيْ: أَنَّ اللَّهَ عَالِمٌ بِكُلِّ صَوْتٍ وَبِكُلِّ مَرْئِيٍّ. وَمِنْ ذَلِكَ مُحَاوَرَةُ الْمُجَادِلَةِ وَوُقُوعُهَا عِنْد النبيء صَلَّى اللهُ عَلَيْهِ وَسَلَّمَ)،[59] وقيل: إِنَّ اللَّهَ سَمِيعٌ بَصِيرٌ تذييل قصد به التعليل لما قبله بطريق التحقيق.[60]
2. التكرار والإظهار في موضع الإضمار: في الآية الأولى تكرر إظهار لفظ ( الله) ثلاث مرات، وكان يمكن ذكر الضمير ،قال ابن عاشور: ( تَكْرِيرُ اسْمِ الْجَلَالَةِ فِي مَوْضِعِ إِضْمَارِهِ ثَلَاثَ مَرَّاتٍ لِتَرْبِيَةِ الْمَهَابَةِ وَإِثَارَةِ تَعْظِيمِ مِنَّتِهِ تَعَالَى ودواعي شكره).[59]
3. الإطناب: {ما هُنَّ أُمَّهاتِهِمْ، إِنْ أُمَّهاتُهُمْ} إطناب بذكر الأمهات، لزيادة التقرير والبيان.[61]

## الهوامش
- «1»:«بِكسر الدَّالِ أو بفتحِها.»
- «2»:«بضم الميم وفتح الجيم وكسر الدال.»
- «3»:«بفتح الدال.»
- «4»:««أَوْ خُويلَةَ «مُصَغَّرًا» أَو جمِيلة بِنتِ مالك بْن ثَعْلَبَةَ أَو بِنْتِ دُلَيْجٍ «مُصَغَّرًا» الْعَوْفِيَّةِ. وَرُبَّمَا قَالُوا: الْخَزْرَجِيَّةُ، وَهِيَ مِنْ بَنِي عَوْفِ بْنِ مَالِكِ بْنِ الْخَزْرَجِ، مِنْ بُطُونِ الْأَنْصَارِ مَعَ زَوْجِهَا أَوْسِ بْنِ الصَّامِتِ الْخَزْرَجِيِّ أَخِي عُبَادَةَ بْنِ الصَّامِتِ.»[62]»
- «5»:«معنى الظهار أن يُشبه الرجل زوجته بأحد محارمه، كأن يقول: «أنت علي كظهر أمي، فهو مشتق من الظهر».[وب 8]»
- «6»:«أقوال فقهاء الحنفية تدل على أن الظهار معصية ولم يصفه أحد من المالكية ولا الحنفية بأنه كبيرة. ولا حجة في وصفه في الآية بزور، لأن الكذب لا يكون كبيرة إلا إذا أفضى إلى مضرة.

وعد تاج الدين السبكي في كتابه «جمع الجوامع» الظهار من جملة الكبائر. والكاتبون قالوا: لأن الله سماه زورا والزور كبيرة فكون الظهار كبيرة قول الشافعية، وفيه نظر فإنهم لم يعدوا الكذب على الإطلاق كبيرة. وإنما عدوا شهادة الزور كبيرة.»
- «7»:«عن عائشة أم المؤمنين:[64] « أنَّ اليهود أتَوُا النَّبيَّ صَلَّى اللهُ عليه وسلَّمَ، فَقالوا: السَّامُ عَلَيْكَ، قَالَ: وعلَيْكُم، فَقَالَتْ عَائِشَةُ: السَّامُ علَيْكُم، ولَعَنَكُمُ اللَّهُ وغَضِبَ علَيْكُم، فَقَالَ رَسولُ اللَّهِ صَلَّى اللهُ عليه وسلَّمَ: مَهْلًا يا عَائِشَةُ، عَلَيْكِ بالرِّفْقِ، وإيَّاكِ والعُنْفَ، أوِ الفُحْشَ، قَالَتْ: أوَلَمْ تَسْمَعْ ما قالوا؟! قَالَ: أوَلَمْ تَسْمَعِي ما قُلتُ؟ رَدَدْتُ عليهم، فيُسْتَجَابُ لي فيهم، ولَا يُسْتَجَابُ لهمْ فِيَّ.»»

### فهرس المراجع
الكتب
1. 1 2 3 4 5 6 7  ابن عاشور (1984)، ج. 28، ص. 5.
2. ↑  ابن عطية (2001)، ج. 5، ص. 272.
3. ↑  الشحود (2020)، ج. 1، ص. 1183.
4. 1 2 3 4 5  ابن عاشور (1984)، ج. 28، ص. 6.
5. ↑  الداني (1994)، ص. 224.
6. ↑  الزركشي (1980)، ج. 1، ص. 254.
7. 1 2  مجمع البحوث (1973)، ج. 10، ص. 313.
8. 1 2 3  الجزيري (2003)، ج. 4، ص. 446.
9. ↑  الصابوني (1980)، ج. 2، ص. 512.
10. ↑  القطان (1995).
11. ↑  ابن الملقن (2010)، ج. 6، ص. 236.
12. ↑  ابن عطية الأندلسي (2016)، ج. 5، ص. 272.
13. ↑  ابن عطية، ج. 5، ص. 276.
14. ↑  مسلم (1955)، ج. 4، ص. 1707.
15. ↑  السيوطي (2002أ)، ص. 255.
16. ↑  المزيني (2006)، ج. 2، ص. 967.
17. 1 2  السيوطي (2002أ)، ص. 257.
18. ↑  شرف الدين (2000)، ج. 9، ص. 167.
19. ↑  المزيني (2006)، ص. 957-961.
20. ↑  السخاوي (1997)، ص. 309.
21. ↑  شعيب (2004)، ص. 5.
22. ↑  الغرناطي (2019)، ج. 1، ص. 207.
23. ↑  السيوطي (2002ب)، ج. 1، ص. 136،138.
24. ↑  الطبري (1997)، ج. 10، ص. 726.
25. ↑  البقاعي (1984)، ج. 19، ص. 331.
26. ↑  الطباطبائي (1997)، ج. 19، ص. 185.
27. ↑  ابن أبي حاتم (1999)، ج. 10، ص. 3342.
28. ↑  القرطبي (2006)، ج. 20، ص. 281.
29. ↑  طنطاوي (1998)، ج. 14، ص. 243-244.
30. ↑  ابن عاشور (1984)، ج. 28، ص. 13.
31. ↑  الطبري (2010)، ج. 10، ص. 703.
32. ↑  ابن رشد (1995)، ص. 1132.
33. ↑  الرملي (1984)، ج. 3، ص. 204.
34. ↑  الصنعاني (1997)، ج. 3، ص. 271.
35. ↑  القرطبي (1998)، ج. 14، ص. 247.
36. ↑  السرقسطي (1984)، ص. 187.
37. ↑  الصابوني (1980)، ج. 2، ص. آية 1.
38. ↑  السعدي (2001)، ص. 845.
39. ↑  الرازي (1872)، ج. 8، ص. 115.
40. ↑  مقاتل (2002)، ج. 4، ص. 263.
41. ↑  طنطاوي (1998)، ج. 14، ص. 261.
42. ↑  القرطبي (2006)، ج. 20، ص. 315-316.
43. ↑  الرازي (1872)، ج. 8، ص. 117.
44. ↑  القرطبي (2006)، ج. 20، ص. 317.
45. ↑  الطبري (2010)، ج. 10، ص. 720.
46. ↑  ابن كثير (1999)، ج. 8، ص. 51.
47. ↑  السعدي (2001)، ص. 847.
48. ↑  ابن كثير (1999)، ج. 8، ص. 52.
49. ↑  السعدي (2001)، ص. 848.
50. ↑  البيضاوي (1998)، ج. 5، ص. 196.
51. ↑  الفيروزآبادي (1996)، ج. 1، ص. 456.
52. ↑  الطبري (1997)، ج. 3، ص. 139.
53. ↑  الثعلبي (2002)، ج. 9، ص. 252.
54. ↑  الجابري (2000)، ج. 4، ص. 126.
55. ↑  المخللاتي (1992)، ص. 313.
56. ↑  محيسن (1997)، ص. 273.
57. ↑  الصفاقسي (2004)، ص. 577.
58. ↑  المزيني (2006)، ج. 1، ص. 482.
59. 1 2  ابن عاشور (1984)، ج. 28، ص. 9.
60. ↑  طنطاوي (1998)، ج. 14، ص. 245.
61. ↑  الزحيلي (1991)، ج. 28، ص. 9.
62. ↑  ابن عاشور (1984)، ج. 28، ص. 7.
63. ↑  ابن عاشور (1984)، ج. 28، ص. 14.
64. ↑  القاري (2002)، ج. 7، ص. 2941.

مواقع الوب
1. ↑  "شرح وتخريج حديث (إني لأسمع كلام خولة بنت ثعلبة ويخفى علي بعضه ،...) من مسند أبي يعلى الموصلي". أرشيف الإسلام. مؤرشف من الأصل في 2023-04-09. اطلع عليه بتاريخ 2023-04-09.
2. ↑  "الموسوعة الحديثية - شروح الأحاديث". الدرر السنية. مؤرشف من الأصل في 2023-04-09. اطلع عليه بتاريخ 2023-04-09.
3. ↑  "النهي عن تناجي اثنين دون الثالث بغير إذنه". الكلم الطيب. مؤرشف من الأصل في 2022-11-02. اطلع عليه بتاريخ 2022-11-02.
4. ↑  "رد النبي على اليهود الذي دعو عليه بالسام". إسلام أون لاين. مؤرشف من الأصل في 2022-11-02. اطلع عليه بتاريخ 2022-05-19.
5. ↑  عبد العزيز بن باز. "97 من حديث: (دخل رهط من اليهود على رسول اللَّه صلى الله عليه وسلم فقالوا: السام عليك..)". الموقع الرسمي لسماحة الشيخ الإمام ابن باز رحمه الله. مؤرشف من الأصل في 2022-11-02. اطلع عليه بتاريخ 2022-11-02.
6. ↑  "موسوعة التفسير - سورةُ المُجادلةِ". الدرر السنية. مؤرشف من الأصل في 2023-04-09. اطلع عليه بتاريخ 2023-04-09.
7. ↑  فاروق، عصام (30 يناير 2018). "لمحات من توجيه القراءات السبع في سورة المجادلة". شبكة الألوكة. مؤرشف من الأصل في 2023-06-02. اطلع عليه بتاريخ 2023-06-02.
8. ↑  "الظِّهَارُ". الجمهرة. مؤرشف من الأصل في 2022-09-10. اطلع عليه بتاريخ 2022-09-10.

### معلومات المراجع المُفصَّلة
الكتب مرتبة حسب تاريخ النشر
- فخر الدين الرازي (1872)، مفاتيح الغيب (ط. 2)، الحسينية: المطبعة الحسينية، OCLC:987449717، QID:Q120472033
- مسلم بن الحجاج (1955)، صحيح مسلم، تحقيق: محمد فؤاد عبد الباقي، القاهرة: مطبعة عيسى البابي الحلبي وشركائه، OCLC:1103731282، QID:Q116878092
- التفسير الوسيط للقرآن الكريم (ط. 1)، القاهرة: مجمع البحوث الإسلامية بالأزهر، 1973، OCLC:977913344، QID:Q117720372
- بدر الدين الزركشي، البرهان في علوم القرآن، OCLC:1103824928، QID:Q120500941
- محمد علي الصابوني (1980)، روائع البيان تفسير آيات الأحكام (ط. 3)، بيروت: مكتبة الغزالي، OCLC:4771099305، QID:Q119076903
- محمد الطاهر بن عاشور (1984)، التحرير والتنوير من التفسير، تونس: الدار التونسية للنشر، OCLC:11603545، QID:Q115641984
- برهان الدين البقاعي (1984)، نظم الدرر في تناسب الآيات والسور، القاهرة: دار الكتاب الإسلامي، OCLC:929482752، QID:Q120115794
- ابن الأَشْتَرْكُوني (1984)، العنوان في القراءات السبع، تحقيق: زهير غازي زاهد، خليل إبراهيم العطية، بيروت: عالم الكتب، OCLC:1158887123، QID:Q118395753
- شمس الدين الرَّمْلِي (1984)، نهاية المحتاج إلى شرح المنهاج، بيروت: دار الفكر للطباعة والنشر والتوزيع، QID:Q116871012
- وهبة الزحيلي (1991)، التفسير المنير في العقيدة والشريعة والمنهج (ط. 1)، دمشق، بيروت: دار الفكر، دار الفكر المعاصر، OCLC:30478172، QID:Q120758558
- رضوان المخللاتي (1992)، القول الوجيز في فواصل الكتاب العزيز، تحقيق: عبد الرازق موسى (ط. 1)، المدينة المنورة: د.ن.، OCLC:4771308143، QID:Q120533546
- أبو عمرو الداني (1994)، البيان في عد آي القرآن، تحقيق: غانم قدوري الحمد (ط. 1)، الكويت: مركز المخطوطات والتراث والوثائق، OCLC:32312189، QID:Q115651867
- مناع بن خليل القطان (1995)، مباحث في علوم القرآن (ط. 7)، القاهرة: مكتبة وهبة، OCLC:4770461345، QID:Q115729770
- ابن رشد (1995)، بداية المجتهد ونهاية المقتصد (ط. 1)، بيروت: دار ابن حزم، QID:Q120969633{{استشهاد}}:  صيانة الاستشهاد: ref duplicates default (link)
- مجد الدين الفيروزآبادي (1973)، بصائر ذوي التمييز في لطائف الكتاب العزيز، تحقيق: محمد علي النجار (ط. 3)، القاهرة: المجلس الأعلى للشؤون الإسلامية، OCLC:4771437969، QID:Q120645182
- محمد حسين الطباطبائي (1997)، الميزان في تفسير القرآن، مؤسسة الأعلمي للمطبوعات، OCLC:46655936، QID:Q120472649
- محمد سالم محيسن (1997)، الهادي شرح طيبة النشر في القراءات العشر (ط. 1)، بيروت: دار الجيل للطبع والنشر والتوزيع، OCLC:784520715، QID:Q120474550
- محمد بن إسماعيل الصنعاني (1997)، سبل السلام شرح بلوغ المرام، تحقيق: عصام الصبابطي، القاهرة: دار الحديث، QID:Q120514457
- علم الدين السخاوي (1997)، جمال القرآء وكمال الإقراء (ط. 1)، دار المأمون للنشر والتوزيع، QID:Q120645994
- محمد سيد طنطاوي (1998)، التفسير الوسيط للقرآن الكريم (ط. 1)، القاهرة: دار نهضة مصر للطباعة والنشر والتوزيع، OCLC:4770454539، QID:Q120484142
- عبد الله بن عمر البيضاوي (1998)، أنوار التنزيل وأسرار التأويل: تفسير البيضاوي، تحقيق: محمد عبد الرحمن المرعشلي (ط. 1)، بيروت: دار إحياء التراث العربي، OCLC:968298663، QID:Q120476153
- ابن كثير الدمشقي (1999)، تفسير القرآن العظيم: تفسير ابن كثير، تحقيق: سامي بن محمد السلامة (ط. 2)، الرياض: دار طيبة، OCLC:4770737306، QID:Q109834492
- ابن أبي حاتم (1999)، تفسير القرآن العظيم، تحقيق: أسعد محمد الطيب (ط. 3)، مكتبة نزار مصطفى الباز، OCLC:41533607، QID:Q120646057{{استشهاد}}:  صيانة الاستشهاد: ref duplicates default (link)
- جعفر شرف الدين (2000)، الموسوعة القرآنية خصائص السور، تحقيق: عبد العزيز بن عثمان التويجري (ط. 1)، بيروت: دار التقريب بين المذاهب الإسلامية، OCLC:949443888، QID:Q120489667
- عبيد بن عبد الله الجابري (2000)، إمداد القاري بشرح كتاب التفسير من صحيح البخاري (ط. 1)، مكتبة الفرقان، OCLC:4771007003، QID:Q120646723
- عبد الرحمن بن ناصر السعدي (2001). تفسير السعدي تيسير الكريم الرحمن في تفسير كلام المنان (ط. 3). الرياض: مكتبة الرشد. OCLC:56385934.
- ابن عطية الأندلسي (2001)، المحرر الوجيز في تفسير الكتاب العزيز، بيروت: دار الكتب العلمية، OCLC:1306044211، QID:Q116984845
- مقاتل بن سليمان (2002)، تفسير مقاتل بن سليمان، تحقيق: عبد الله شحاتة (ط. 1)، بيروت: دار إحياء التراث العربي، OCLC:4770511584، QID:Q120489862
- الملا علي القاري (2002)، مرقاة المفاتيح شرح مشكاة المصابيح (ط. 1)، بيروت: دار الفكر للطباعة والنشر والتوزيع، OCLC:4770374509، QID:Q120490014
- جلال الدين السيوطي (2002)، لباب النقول في أسباب النزول، بيروت، QID:Q120786308{{استشهاد}}:  صيانة الاستشهاد: مكان بدون ناشر (link)
- جلال الدين السيوطي (2002)، تناسق الدرر في تناسب السور: أسرار ترتيب القرآن، تحقيق: عبد القادر عطا، مرزوق علي إبراهيم، القاهرة: دار الفضيلة، OCLC:4771276705، QID:Q115731931
- أبو إسحاق الثعلبي (2002)، الكشف والبيان عن تفسير القرآن: تفسير الثعلبي، مراجعة: نظير الساعدي. تحقيق: علي عاشور، دار إحياء التراث العربي، OCLC:57148216، QID:Q120645546
- عبد الرحمن الجزيري (2003)، الفقه على المذاهب الأربعة، تحقيق: محمود عمر الدمياطي (ط. 2)، بيروت: دار الكتب العلمية، OCLC:4771287919، QID:Q120799059
- الصفاقسي، أبو الحسن (2004). غيث النفع في القراءات السبع. تحقيق: أحمد الحفيان. بيروت: دار الكتب العلمية. OCLC:4771312009.
- القرطبي، أبو عبد الله (2006). الجامع لأحكام القرآن. تحقيق: عبد الله بن عبد المحسن التركي (ط. 1). بيروت: مؤسسة الرسالة. OCLC:1181486225.
- المحرر في أسباب نزول القرآن من خلال الكتب التسعة دراسة الأسباب رواية ودراية، الدمام: دار ابن الجوزي، 2006، OCLC:1329338191، QID:Q120729739
- المزيني، خالد بن سليمان (2006). المحرر في أسباب نزول القرآن (من خلال الكتب التسعة) : دراسة الأسباب رواية ودراية (ط. 1). الدمام: دار ابن الجوزي. ISBN:9789960494876. OCLC:428821935.
- أبو عمرو الداني (2008)، التيسير في القراءات السبع، الشارقة، OCLC:4770539811، QID:Q120730442{{استشهاد}}:  صيانة الاستشهاد: ref duplicates default (link) صيانة الاستشهاد: مكان بدون ناشر (link)
- ابن الملقن، سراج الدين أبي حفص عمر بن علي (2011). البدر المُنير في تخريج أحاديث الشرح الكبير: وهو تخريج لأحاديث كتاب فتح العزيز للإمام القزويني. تحقيق: محمد السيد عثمان. بيروت: دار الكتب العلمية. OCLC:878063689.
- الطبري، محمد بن جرير (2010). جامع البيان عن تأويل آي القرآن : تفسير الطبري. تحقيق: إسلام منصور عبد الحميد، أحمد عاشور إبراهيم، أحمد رمضان محمد. القاهرة: دار الحديث. OCLC:921927302.
- ابن عطية الأندلسي، أبي محمد عبد الحق بن غالب (2016). المحرر الوجيز في تفسير الكتاب العزيز. تحقيق: عبد السلام عبد الشافي محمد (ط. 4). بيروت: دار الكتب العلمية. ISBN:9782745132116. OCLC:1015954446.
- الغرناطي، أبو جعفر أحمد بن إبراهيم (2019). البرهان في ترتيب سور القرآن. تحقيق: محمد العزازي. بيروت: دار الكتب العلمية. ISBN:978-2-7451-8369-9.
- الشحود، علي بن نايف (2020). المفصل في موضوعات سور القرآن. المكتبة الشاملة (نشر ذاتي). مؤرشف من الأصل في 2023-07-08.

دوريات محكمة
- شعيب، حمدي (2004). "قطوف تربوية حول قصة المجادلة". مجلة البيان ع. 206: 5. مؤرشف من الأصل في 2022-11-05. اطلع عليه بتاريخ 2022-11-05.

## وصلات خارجية
- سورة المجادلة بصوت عبد الرحمن السديس على يوتيوب
- سورة المجادلة بصوت ماهر المعيقلي على يوتيوب
- سورة المجادلة مكتوبة بالرسم العثماني
- تفسير ابن الكثير لسورة المجادلة
- ملف متكامل لسورة المجادلة
- سورة المجادلة 58/114-موقع المصحف الإلكتروني نسخة محفوظة 31 يناير 2019 على موقع واي باك مشين.